# Джордж Томас Боуен
Джордж Томас Боуен (англ. George Thomas Bowen, 1803—1828) — американський хімік, природознавець.
Джордж Т. Боуен був першим видатним ученим, якого завербували для викладання в коледжі Теннессі. Уродженець Род-Айленда, він був прийнятий до Єльського університету в 1819 році. Закінчив навчання в 1822 році, потім вступив до Пенсільванського університету, отримавши ступінь доктора медицини. у 1824 р. будучи студентом, Боуен глибоко залучився до наукових досліджень. Єльський університет надав йому повний доступ до хімічної лабораторії, а факультет медичної школи так само підтримував. Більшість його досліджень стосувалися хімії мінералів, і він публікував свої дослідження у провідних журналах тієї епохи. Зокрема, вперше описав і дав назву мінералу силліманіту.
Здобувши докторську ступінь і зробивши дев'ять основних публікацій, 23-річний Боуен у травні 1826 року приєднався до факультету університету Нешвілла, щоб викладати хімію, оптику та природознавство. Джордж Т. Боуен використовував лабораторний режим навчання на природничих курсах, — на той час це було нововведенням. Проте, незважаючи на протести, Боуен започаткував традицію передового досвіду викладання природничих наук в університеті Нешвілла.
У Нешвіллі Боуен вивчав хімію джерельної води і отримав метеорит Теннессі для аналізу. Перш ніж він встиг опублікувати результати своїх досліджень, він помер від туберкульозу 25 жовтня 1828 року.